# Distremocephalus wittmeri
Distremocephalus wittmeri är en skalbaggsart som beskrevs av Juan A. Zaragoza 1986. Distremocephalus wittmeri ingår i släktet Distremocephalus och familjen Phengodidae. Inga underarter finns listade i Catalogue of Life.